# چوخلبه
چوخلبه (به لهستانی:  Czuchleby) یک روستا در لهستان است که در گمینا ووشتسه واقع شده‌است.